# Догдурбек уулу, Эламан
Эламан Догдурбек уулу (Эламан Догдурбек уулу; род.  11 ноября 1993 года) — киргизский борец вольного стиля. Бронзовый призёр чемпионата мира 2016 года. Бронзовый призёр Азиатских игр 2014 года. Серебряный призёр чемпионата Азии 2015 года. Заслуженный мастер спорта КР. Старший тренер сборной Кыргызстана по вольной борьбе 2024 года